# Strumpshaw
Strumpshaw is een civil parish in het bestuurlijke gebied Broadland, in het Engelse graafschap Norfolk met 634 inwoners.